# Милюшино (Ярославская область)
Милюшино — деревня Огарковского сельского поселения Рыбинского района Ярославской области.

## Географическое положение
Деревня расположена непосредственно на автомобильной дороге Р104 на участке Рыбинск—Пошехонье. Деревня удалена на расстояние 30 км от Рыбинска. Ближайшая деревня в сторону Рыбинска — Осташево (2 км), в сторону Пошехонья — Ляга (3 км). Милюшино имеет большую протяженность вдоль дороги, которая ещё более увеличилась за счёт включения в состав деревни бывшего села Троица, расположенного на южной окраине деревни. Северная окраина Милюшино ограничена левым берегом реки Воля.

## История
Бывшее село Троица называлось также Подъяблонный погост, оно было волостным центром. В нём находится разрушенная церковь Троицы Живоначальной, построенная в 1750 году. В этой части деревни в западном направлении (к берегу Рыбинского водохралища) начинается просёлочная дорога, вдоль которой выстроена деревня Ивановское.
В середине XVIII века Подъяблонный погост принадлежал генерал-майору в отставке Степану Михайловичу Дурново (? - 1792). Дурново служил в л.-гв. Измайловском полку. Вошел в историю как офицер, приставленный к герцогу Бирону во время его ярославской ссылки. Отметился Дурново и в истории первого русского публичного театра Фёдора Волкова. Именно солдаты капитан-поручика Дурново наводили порядок после единственного спектакля театра Волкова в Ярославле, о котором сохранились документальные свидетельства.
Скончался Степан Дурново 12 апреля 1792 года. В начале XX века ярославский краевед Илларион Тихомиров оставил описание надгробия могилы С. М. Дурново в книге очерков "Пешком по Ярославской губернии".
Деревня Милюшина обозначена на плане Генерального межевания Рыбинского уезда 1792 года. Рядом показана деревня Пояблонная и погост Троицкий.

## Население
| 1859 | 1914 | 2002 | 2007 | 2010 |
| ---- | ---- | ---- | ---- | ---- |
| 75   | ↗139 | ↗276 | ↗326 | ↘241 |

## Инфраструктура
В Милюшино действует средняя школа.
В деревне располагается почтовое отделение 152952. Деревня имеет основную улицу Троицкую, ориентированную вдоль дороги, длина которой 2 км. По почтовым данным на ней 98 домов. Ещё 5 улиц называются: Лесная (12 домов), Солнечная (18 домов), Приморская (16 домов), Клубная (11 домов) и Садовая (9 домов). Почтовое отделение Милюшино обслуживает населённые пункты: Бабино, Григорово, Косково, Костино, Кузнецово, Лаврентьево, Ляга, Огарково, Осташево, Пахонино, Роканово, Старово, Торхово.